# Байяндянь
Байяндянь (кит. 白洋淀) — крупнейшее озеро северного Китая, находится в провинции Хэбэй. Байяндянь называют «почками северного Китая». Площадь — 366 км².

## Флора и фауна
В озере живёт порядка 50 видов рыб, там обитает большое количество различных птиц. В озере и в парках на его берегах можно встретить лотосы, кордилины и другие цветы.

## Экология
Оставаясь частично в первозданном состоянии, озеро тем не менее находится под угрозой промышленного загрязнения, лишения притока свежей воды и исчезновения рыбы из-за её интенсивной ловли.

## Туризм
Озеро Байяндянь является объектом национального и международного туризма. На расположенных на озере островах имеются отели и рестораны для туристов.